# NGC 6451
NGC 6451 (również OCL 1035 lub ESO 455-SC50) – gromada otwarta znajdująca się w gwiazdozbiorze Skorpiona. Odkrył ją William Herschel 24 czerwca 1784 roku. Jest położona w odległości ok. 6,8 tys. lat świetlnych od Słońca.